# Басов, Николай Иванович
Никола́й Ива́нович Ба́сов (28 сентября 1924 — 30 апреля 2012) — учёный, педагог высшей школы СССР и РФ, ректор Московского института химического машиностроения (МИХМ) (1971—1990), заслуженный деятель науки и техники РСФСР, доктор технических наук, профессор.

## Биография
Родился в деревне Кибирево (ныне — Петушинский район, Владимирская область). Свою трудовую деятельность начал в 16 лет слесарем на фабрике местной промышленности. В 1942 году был призван в ряды РККА и сражался под Сталинградом в составе 44 дивизии Средне-Донского фронта. В июне 1943 года был демобилизован по тяжёлому ранению, долго лечился в госпиталях и получил инвалидность.
В 1944 году поступил на первый курс МИХМ, во время учёбы дважды избирался секретарем комитета ВЛКСМ института. В 1949 году окончил МИХМ с получением квалификации инженера-механика по машинам и аппаратам химических производств. С 1949 по 1955 гг. обучался в очной аспирантуре МИХМ (с перерывами для работы в качестве секретаря бюро КПСС института). Кандидатскую диссертацию защитил в 1955 году, доктором технических наук стал в 1973 году. С 1955 года вёл преподавательскую работу в должности доцента, в 1961 году был назначен деканом механического факультета органических производств, с 1966 года трудился проректором по учебной работе, в 1971 году стал ректором МИХМ. Одновременно, с 1976 по 1989 гг. заведовал кафедрой «Полимерное машиностроение» МИХМ.
В 1990 году оставил пост ректора вуза и сосредоточился на научно-педагогической работе на кафедре «Полимерсервис» МИХМ читал спецкурсы, руководил аспирантами, работал над монографиями и методическими пособиями. Под его руководством было выполнено более 40 кандидатских диссертаций, им было воспитано 11 докторов технических наук. Он автор 10 монографий, учебников и учебных пособий, более 300 статей в отечественной и зарубежной научной периодике и множества изобретений.
Работал в экспертном совете секции ВАК СССР, являлся членом совета «Тепло-и массоперенос в технологических процессах» ГКНТ СССР, входил в совет ректоров Москвы.
В последние годы занимал должность профессора МГУИЭ.
Похоронен на сельском кладбище в окрестностях районного центра Петушки Владимирской области.

## Научная деятельность
- Основана научная школа в области изучения процессов получения изделий из полимерных материалов методами литья под давлением, экструзии, раздувного формования и других.
- Разработано математическое описание динамики процессов пластикации и формования расплавов термопластов, реактопластов и эластомеров, использованное для создания современных систем автоматизированного проектирования полимероперерабатывающего оборудования и формующего инструмента.

## Государственные награды и почётные звания
- Орден Ленина (1984)
- Орден Октябрьской Революции (1976)
- Орден Отечественной войны I степени (1985)
- Орден Трудового Красного Знамени
- Орден Знак Почёта
- медаль «За боевые заслуги»
- медаль «За победу над Германией в Великой Отечественной войне»
- почётное звание «Заслуженный деятель науки и техники РСФСР» (1980)